# Мурашко, Маймуна Амаду
Маймуна Дико (наст. имя Маймуна Амаду Мурашко; в девичестве Дико; род. 28 мая 1980 года, Ленинград) — белорусская артистка, скрипачка, педагог, бывшая концертмейстер (первая скрипка) Президентского оркестра Республики Беларусь (2003—2009 гг). Представительница Беларуси на конкурсе песни Евровидение 2015 (в дуэте с Юзари; песня «Time»).

## Биография
Родилась в семье учёных. Родители — химики. Мать родом из Беларуси, отец — из Мали. После рождения Маймуны родители переехали в Мали. Спустя четыре года Маймуна переехала к бабушке в Могилёвскую область, где училась в музыкальной школе.
Музыкальное образование начала получать в музыкальной школе № 1 имени Н. А. Римского-Корсакова; педагог — Людмила Владимировна Тихонова. С 1994 по 1999 год училась в Могилёвской государственной гимназии-колледже искусств; педагог — Нина Пантелеймоновна Ефимова.
Становилась победителем международных конкурсов. В 1999 году стала стипендиатом специального фонда Президента Республики Беларусь по поддержке талантливой молодежи. В этом же году поступила в Белорусскую государственную академию музыки на специальность «струнные смычковые инструменты»; преподаватель — Вячеслав Михайлович Зеленин.
Во время учёбы в Академии музыки выступала с молодёжным симфоническим оркестром «Молодая Беларусь» под руководством Михаила Козинца. В составе оркестра неоднократно принимала участие в международных гастролях. В этот период наиболее крупным проектом стало участие в гастролях оркестра на острове Реюньон (Франция), на которых у Мурашко состоялось ряд сольных выступлений.
Два года работала педагогом в Минском государственном музыкальном училище им. М. Глинки.

## Карьера
В 2003 году стала первой скрипкой Президентского оркестра Республики Беларусь под управлением Виктора Бабарикина, где проработала до 2009 года. В составе Президентского оркестра принимала участие в многочисленных фестивалях и концертных программах. Наиболее значимыми из них является Международный фестиваль искусств «Славянский базар в Витебске» (2003—2009 гг.); Международный фестиваль эстрадной музыки «Комрат-2005», «Песни Мира-2006», г. Кишинев, Республика Молдова; Международный музыкальный фестиваль «Золотой шлягер» в г. Могилёве (2003, 2007, 2009 гг.); Международный фестиваль Юрия Башмета (2006—2009 гг).
Сольная карьера Мурашко началась с записи в 2009 году «Юморески» (автор Кирилл Кристя). В 2010—2011 годах сотрудничала с белорусским баянистом Павлом Невмержицким, с которым были записаны «Чардаш» (Витторио Монти, 2010) и «Libertango» (Астор Пьяццолла, 2011).
Сотрудничала с белорусским композитором Евгением Олейником, в творческом союзе с которым были созданы инструментальные композиции «Queen of Africa», «Маланка» (рус. «Молния»), «Вяртанне» (рус. «Возвращение»). В 2011 году выпустила первый макси-сингл «Queen of Africa», в который вошли инструментальные композиции разных лет.
Принимала участие в Международном фестивале искусств «Славянский базар в Витебске» (2011, 2012). В частности в 2011 году она выступала как приглашенный гость в юбилейном концерте «Сябры собирают друзей» ансамбля «Сябры». В 2012 году выступила на закрытии Славянского базара вместе с балетом Марины Дегтяревой «Maridans».
В июле 2012 года выступила с сольным концертом в качестве хедлайнера на фестивале «Ljubljana Festival», который ежегодно проходит в большом зале Словенской филармонии (Словения).
В октябре 2014 года представила второй альбом «Showtime», объединивший композиции разных жанров. Музыку к альбому написал композитор Виталий Судьин (профессиональный виолончелист и автор саундтреков к театральным постановкам и художественным фильмам). Среди них интерпретация «Medley» легендарного Майкла Джексона, которая стала своеобразным посвящением скрипачки любимому артисту.

## Участие в конкурсе песни «Евровидение 2015»
26 декабря прошел финал национального отбора на конкурс «Евровидение-2015». Победителем стал дуэт Uzari & Maimuna с песней «Time», который получил право представлять старну в Австрии. В национальном отборе дуэт набрал 76 очков, заняв третье место по итогам голосования телезрителей и первое место по результатам оценок профессионального жюри.
Музыку к песне «Time» написал Uzari (Юрий Навроцкий). Идея совместной композиции, объединяющей жанры классический кроссовер и поп-рок, принадлежала Маймуне. Аранжировку к песне написал Виталий Судьин.
На конкурсе «Евровидение-2015» в г. Вена дуэт Uzari & Maimuna, выступавшие под номером 11, в первом полуфинале заняли 12-е место и не смогли пройти в финал. Исполнители получили оценки от шести стран: Грузия отдала 12, Молдова — 8, Армения — 7, Россия — 6, Греция и Дания — по 3 балла. Букмекеры прогнозировали белорусам 15-е место в финале.
Во время пресс-конференции в Австрии Мурашко исполнила на скрипке «Полет шмеля» за 54 секунды, тем самым побив результат Дэвида Гарретта (1 мин 6,56 сек) и Бена Ли (58,05 сек). Однако, из-за того, что представителей Книги рекордов Гиннесса на конференцию не было, официально рекорд зафиксирован не был.

## Личная жизнь
Мурашко замужем, есть дочь Диана и сын Филипп.

## Награды
- 1990 год — лауреат международного конкурса «Юный виртуоз» (Киев, Украина)
- 1995 год — обладатель Гран-при (в составе камерного ансамбля) международного конкурса (Сморгонь, Республика Беларусь)
- 1996 год — дипломантка международного конкурса «Музыка надежды»
- 1999 год — стипендиат специального фонда президента Республики Беларусь по поддержке талантливой молодёжи[3].

## Дискография

#### Сольные альбомы
- «Queen Of Africa» (2011)
- «Showtime» (2014)

#### Клипы
- «Queen Of Africa» (2011)
- «Time» (2015) Maimuna & Uzari
- «Hymn for the Weekend» (2016), violin cover
- «This One’s for You» (2016), cover by Maimuna & Goryachy